# Erminio Spalla
Erminio Spalla (ur. 7 lipca 1897 w Borgo San Martino, zm. 14 sierpnia 1971 w Rzymie) – włoski bokser, później aktor filmowy, a także śpiewak operowy, malarz i rzeźbiarz.

## Dzieciństwo i młodość
Gdy był młodym człowiekiem, jego rodzina przeniosła się z Monferrato do Mediolanu. Podczas I wojny światowej Spalla walczył w szeregach 41 pułku piechoty „Modena”, dochodząc do stopnia sierżanta. Został odznaczony Krzyżem Zasługi Wojennej.

## Kariera bokserska
Spalla stoczył pierwszą oficjalną walkę bokserską w 1918. W 1919 zwyciężył w wadze półciężkiej na Igrzyskach Państw Ententy w Joinville-le-Pont. W 1920 zdobył tytuł zawodowego mistrza Włoch w wadze ciężkiej, a 20 maja 1923 w Mediolanie wakujący tytuł mistrza Europy, wygrywając z Holendrem Pietem van der Veerem. W obronie tego tytułu zremisował 23 września 1923 z Jackiem Humbeeckiem z Belgii.
W 1924 Spalla wybrał się na tournée do obu Ameryk, gdzie walczył ze zmiennym szczęściem, gdyż pokonali go Luis Ángel Firpo (7 marca) i Gene Tunney (26 czerwca). Po powrocie do Europy Spalla pokonał w obronie tytułu mistrza Europy Pieta van der Veera 28 września tego roku w Mediolanie. W 1925 Spalla pauzował, a w 1926 wybrał się znowu do Ameryki Południowej, gdzie ponownie pokonał go Firpo. 18 maja 1926 w Barcelonie stracił pas mistrza Europy po porażce z Hiszpanem Paulino Uzcudunem. W 1927 przegrał wszystkie trzy walki, po których zakończył karierę bokserską, jednak powrócił do niej w 1934, kiedy wygrał trzy walki, w tym ostatnią przez dyskwalifikację z Władysławem Cyganiewiczem (była to jedyna walka bokserska Cyganiewicza).

## Późniejsze lata
Po zakończeniu zawodowego uprawiania boksu Spalla z powodzeniem występował w wielu filmach, w tym w Cudzie w Mediolanie w reżyserii Vittorio De Siki. Występował również jako śpiewak operowy (bas). Opublikował trzy książki:  Per le strade del mondo, Nella vita e sul ring i Una tonnellata di pugni, a także sztukę teatralną I pugni del signor Tremolada. Tworzył również obrazy i rzeźby.
Jego starszy brat Giuseppe był również bokserem zawodowym.
Erminio Spalla jest bohaterem jednego z wierszy Kazimierza Wierzyńskiego opublikowanego w tomie Laur olimpijski w 1927.